# トリップ姉妹の肖像
『トリップ姉妹の肖像』（トリップしまいのしょうぞう、英: Portrait of the Trip Sisters）、または『妹アナ・マリア・トリップに教えているミネルヴァとしてのマルガリータ・トリップの肖像』（いもうとアナ・マリア・トリップにおしえているミネルヴァとしてのマルガリータ・トリップのしょうぞう、蘭: Margarita Trip die als Minerva haar zuster Anna Maria Trip onderwijst、英: Portrait of Margarita Trip as Minerva Teaching Her Sister Anna Maria Trip）は、17世紀オランダ絵画黄金時代の画家フェルディナント・ボルが1663年にキャンバス上に油彩で制作した絵画である。アムステルダム国立美術館の所蔵品であるが、現在、同じくアムステルダムにあるオランダ王立芸術科学アカデミーに展示されている。「fBol 1663」という画家の署名と制作年が記されている。

## 作品
この絵画は、商人のルイス (Louis)・トリップと彼の妻エメレンティア (Emerentia)・トリップの娘であるマルガリータ・トリップ (1640–1714年) と彼女の妹アナ・マリア・トリップ (1652–1681年) を表している。マルガリータは芸術と科学の女神ミネルヴァの兜をかぶり、胸甲を着けている。一方、熱心に学ぼうとしている生徒は11歳のアナ・マリアである。現実には、彼女は個人教師についていた。
左側では2人のプットが大きな本を運んでいるが、それは知識への愛を示唆している可能性がある。後景には手すり子があり、その背後の公園のような場所にはイルカの上に乗ったプット (またはキューピッド) の形をした噴水がある。このモティーフは、古代ローマ美術に由来するものである。手すり子の上にはクジャクもいる。右端の壁を背にして、メドゥーサの首が載ったミネルヴァの盾がある。
ルイス・トリップはまた、堂々たるトリッペンハウス (トリップ兄弟の家)』の建築も依頼し、自身の暖炉の上には本来、本作と『慈愛としてのヨハナ・デ・ヘールと子供たちの肖像』 (アムステルダム国立美術館からオランダ王立芸術科学アカデミーに寄託) が掛けられた。『慈愛としてのヨハナ・ヘールと子供たちの肖像』も本作のように寓意的意味合いを持つ。モデルの人物が神話上の役柄で表される絵画は、「歴史的肖像 (portrait historié)」と呼ばれる。そのような肖像画は、17世紀には一般的であった。

## 来歴
本作は元来、トリッペンハウスの南棟の2階の角部屋に掛けられていた。北棟にはヘンドリック・トリップが居住していた。アムステルダム国立美術館は1816-1885年の間にはトリッペンハウスにあり、その大広間は、レンブラントの『夜警』とバルトロメウス・ファン・デル・ヘルストの『シュッテルス家の食事 (Meal of the Schutters)』を向かい合わせに展示するために二分割された。その時、本作と『慈愛としてのヨハナ・ヘールと子供たちの肖像』がアムステルダム国立美術館の収集に加わったのかもしれない。

## 展示歴
- Kinderen op hun mooist. Het kinderportret in de Nederlanden 1500-1700, Frans Halsmuseum, Haarlem, 7 October-31 December 2000, ISBN 9076588120.
- Holländsk guldålder. Rembrandt, Frans Hals och deras samtida, Nationalmuseum, Stockholm, 22 September 2005 – 8 January 2006, ISBN 917100730X.
- Rembrandt? The Master and his Workshop, Statens Museum for Kunst, Kopenhagen, 4 February-14 May 2006, ISBN 978-8790096519.